# Marco dal Pino
Marco dal Pino o Marco Pino, detto Marco da Siena (Siena, 1525 circa – Napoli, 1587 circa) è stato un pittore italiano.

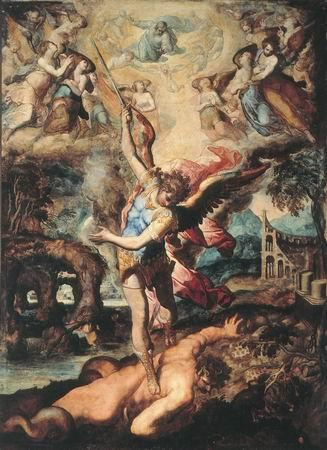
San Michele Arcangelo, olio su tela, 325 x 237 cm (1573) - Chiesa di Sant'Angelo a Nilo, Napoli

Esponente del Rinascimento e del Manierismo, fu allievo di Domenico Beccafumi e lavorò a Siena, Roma, Montecassino e Napoli.

## Biografia
Nato a Costalpino, un piccolo borgo nei pressi di Siena da cui il nome dal Pino, del Pino o di Pino, fu allievo di Domenico Beccafumi dal 1537 al 1542. Nel 1543 si trasferì a Roma dove collaborò con Perin del Vaga e Daniele da Volterra. Nel 1557 si stabilì a Napoli, dove ebbe molti allievi e rimase, ad eccezione di alcune brevi parentesi romane, fino alla morte.
Opere di Marco Pino sono conservate a Siena nella Pinacoteca Nazionale, nella Collezione Chigi Lucarini Saracini e nella Fondazione del Monte dei Paschi di Siena. A Roma lavorò agli affreschi in Castel Sant'Angelo e sue tele sono nella Galleria Borghese, nell'Oratorio del Gonfalone, nella chiesa di Santa Maria in Aracoeli e in quella di Santo Spirito in Sassia. A Napoli, dove realizzò la parte più significativa della sua produzione, l'artista senese eseguì opere per il Duomo, per la chiesa di San Giovanni dei Fiorentini, per la chiesa di Sant'Angelo a Nilo, che conserva il San Michele Arcangelo, per la chiesa di San Domenico Maggiore, per la chiesa dei Santi Severino e Sossio, che conserva l'Adorazione dei Magi e l'Assunzione della Vergine, e per quella del Gesù Vecchio, per la quale realizzò una Trasfigurazione, una Madonna e Santi, una Circoncisione e un'Adorazione dei Magi (oggi nella basilica di San Lorenzo Maggiore). Marco Pino dipinse anche la tela di San Michele Arcangelo per la chiesa di San Francesco di Paola di Bitonto e l'Annunciazione, pala dell'altare maggiore della Chiesa dell'Annunziata a Valle di Maddaloni (Caserta).
Altre sue opere sono nelle chiese di San Biagio e dell'Annunziata ad Aversa (Caserta), nella chiesa di San Bartolomeo a Nocera (Salerno), nella Galleria Nazionale di Cosenza, a Sant'Arsenio (Salerno), nella cappella di San Tommaso Apostolo, dove è custodita l'Incredulità di San Tommaso e nella chiesa di San Michele Arcangelo, nella frazione amalfitana di Vettica Minore, con Madonna del Rosario. Sue tele infine sono conservate nel Museo nazionale di Capodimonte.
Per quanto riguarda lo stile, Marco Pino agli equilibrati moduli compositivi di fonte raffaellesca unì le forme più articolate della scuola michelangiolesca. A Napoli conobbe anche le correnti spagnole e nordiche e rese ancora più ricco il suo linguaggio, imponendosi per la complessità delle composizioni e raggiungendo effetti di acceso patetismo, che bene si inseriscono nel mondo figurativo della Controriforma. Marco Pino è stato uno dei protagonisti della pittura meridionale nel secondo Cinquecento e allo stesso tempo è stato uno dei maggiori rappresentanti del Manierismo in Italia.